# Босваш
Приатлантски мегалополис (на грчком-огроман град) представља конурбацију, односно густо насељен простор у североисточном делу САД, дугачак више од 800 km. Настао је ширењем и међусобним срастањем градова, од Бостона на северу до Вашингтона на југу (зато га скраћено називају и Босваш). Иако је површине тек 130.000 km², у овом гигантском граду живи 45 000 000 становника.